# Neoctenus eximius
Neoctenus eximius là một loài nhện trong họ Trechaleidae.
Loài này thuộc chi Neoctenus. Neoctenus eximius được Cândido Firmino de Mello-Leitão miêu tả năm 1938.